# Imam ismailiti
Questa è la lista degli Imam ismailiti, riconosciuti dallo sciismo ismailita e dalle loro branche.

Tali Imam sono considerati a pieno titolo membri dell'Ahl al-Bayt, il Casato del profeta Maometto (Muḥammad).

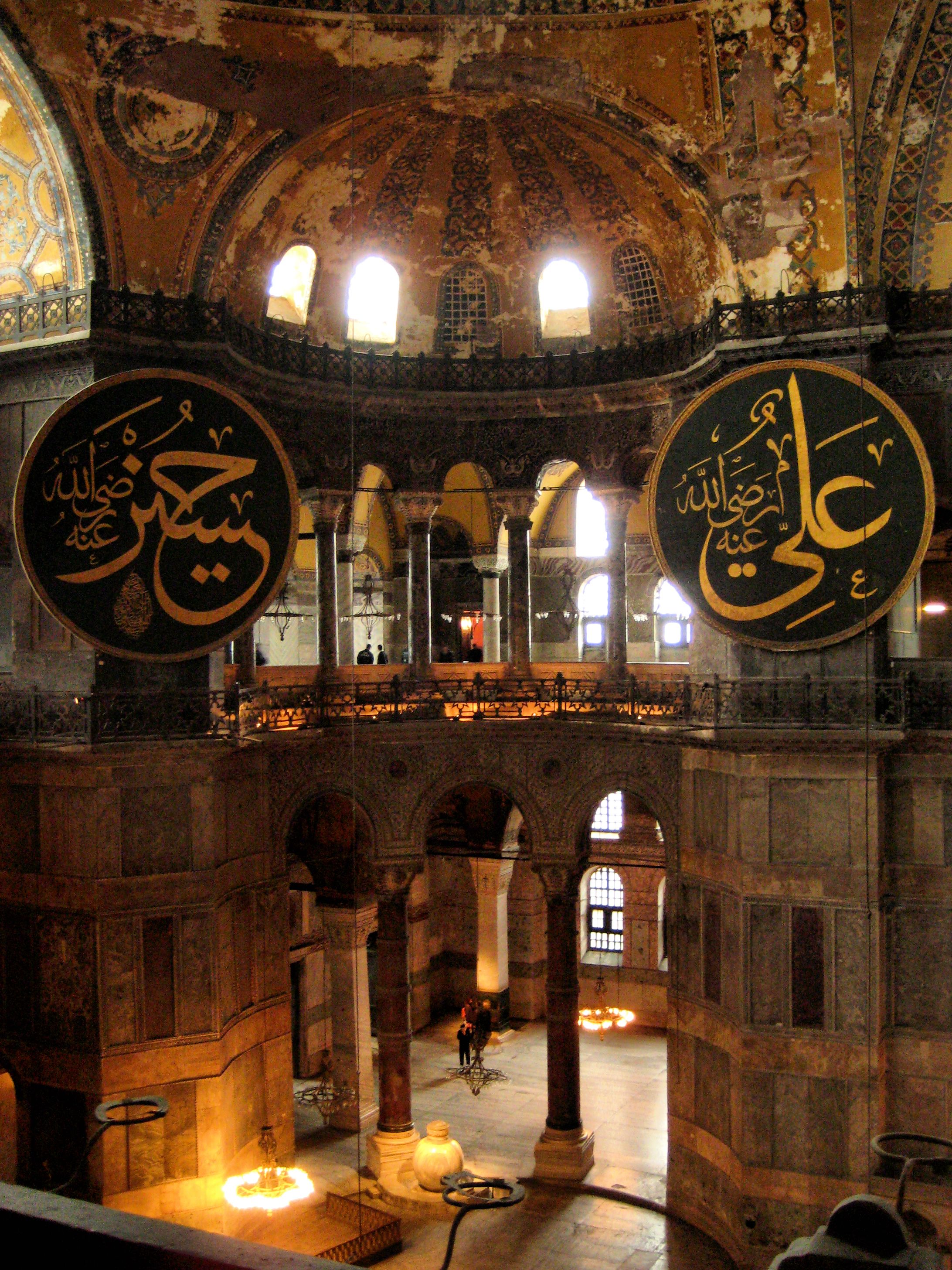
Nomi calligrafati di ʿAlī b. Abī Ṭālib (1º Imam ismailita) a destra, e al-Ḥusayn b. ʿAlī a sinistra, nella moschea-museo di Hagia Sophia (Istanbul, Turchia).

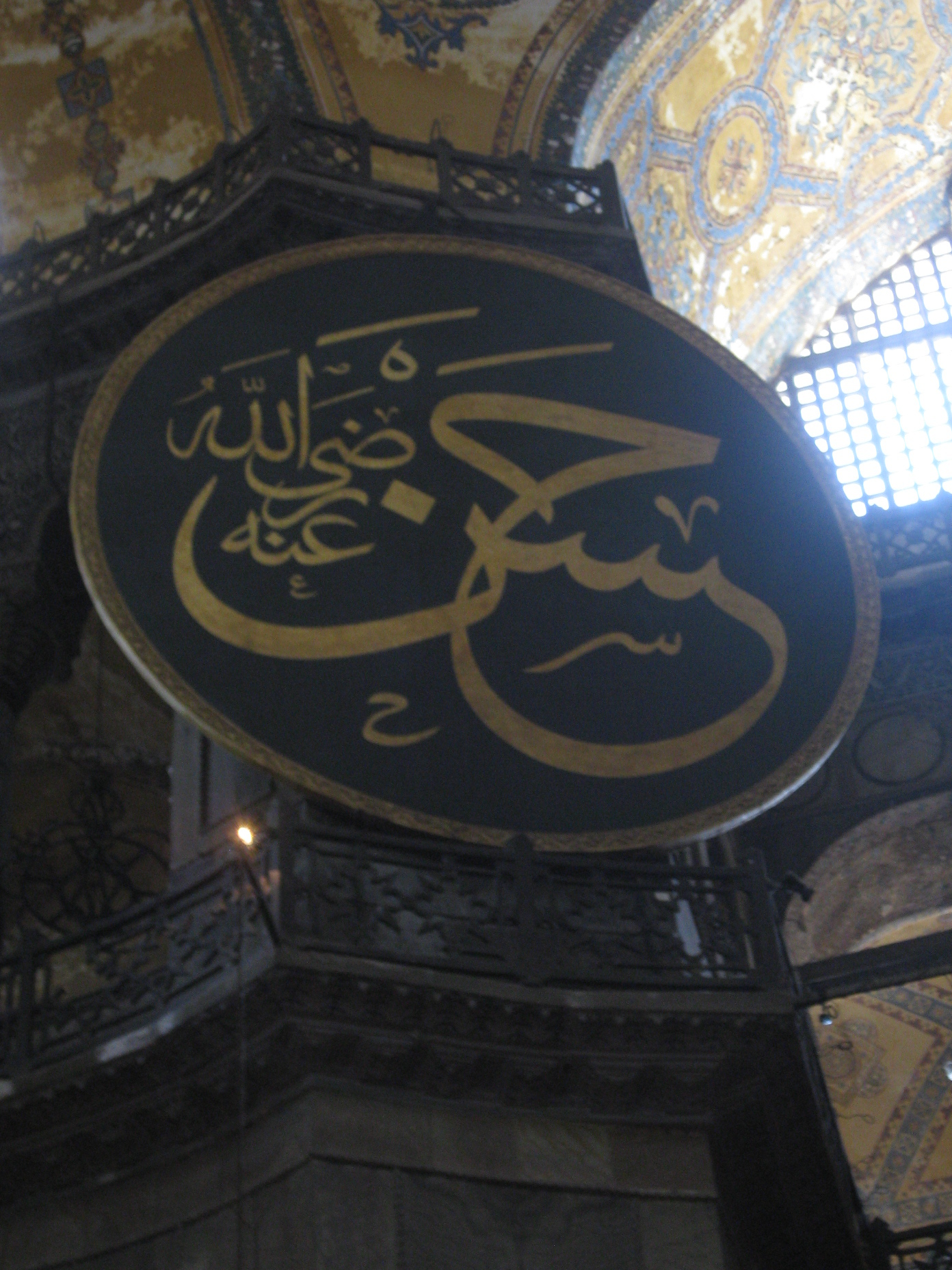
Nome calligrafato di al-Ḥasan b. ʿAlī (2º Imam ismailita) in Hagia Sophia (Istanbul, Turchia).

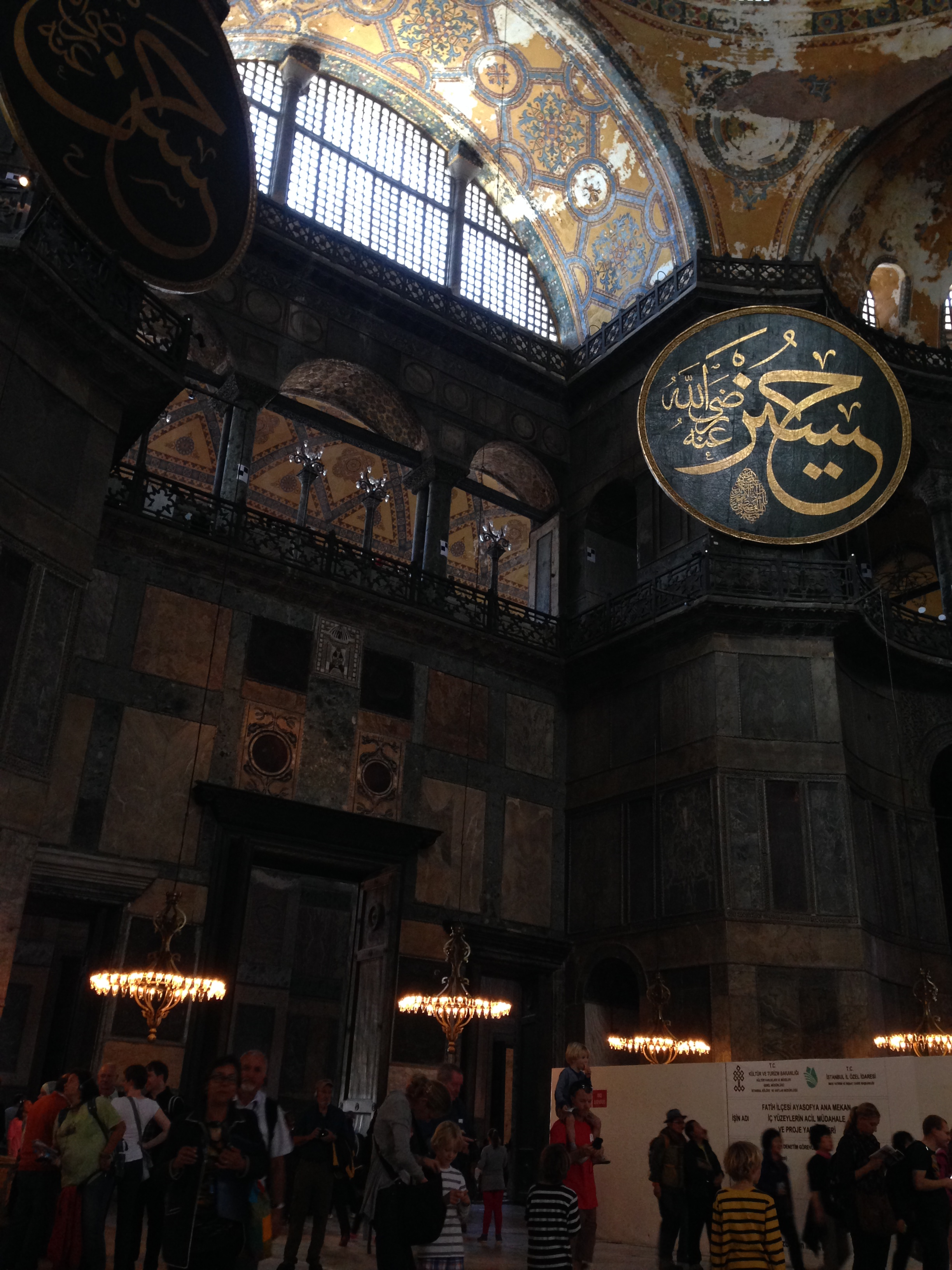
Nome calligrafato di al-Ḥusayn b. ʿAlī (3º Imam ismailita) in Hagia Sophia (Istanbul, Turchia).

## Primi Imām
Gli Ismailiti condividono i seguenti Imām con gli sciiti duodecimani. Tuttavia, vi è dissenso circa la loro numerazione, dal momento che vi sono Ismailiti che si riferiscono ad ʿAlī come al "primo" di essi, laddove altri Ismailiti si riferiscono ad al-Ḥasan come al primo. Inoltre, alcune branche riconoscono al-Ḥasan come al successore del padre ʿAlī, mentre altri citano al-Ḥusayn e non ricordano al-Ḥasan.

Gli sciiti zayditi interrompono questa catena dopo ʿAlī b. al-Ḥusayn, Zayn al-ʿĀbidīn, facendolo seguire da Zayd b. ʿAlī, anziché Muḥammad al-Bāqir.
1. ʿAlī (ricordato come il primo Imām dai Nizariti, ma non dai Mustaʿliani)
2. al-Ḥasan b. ʿAlī (elencato dai Mustaʿliani ma non dai Nizariti)
3. al-Ḥusayn b. ʿAlī (ricordato da Mustaʿliani e Nizariti come secondo Imām)
4. ʿAlī b. al-Ḥusayn, Zayn al-ʿĀbidīn
5. Muḥammad al-Bāqir
6. Jaʿfar al-Ṣādiq

## Scissione tra settimani e duodecimani
La scissione ismailita rispetto ai duodecimani avvenne sulla successione all'Imām Jaʿfar al-Ṣādiq, dal momento che i primi consideravano suo erede il figlio primogenito Ismāʿīl.

I duodecimani credevano alla successione del fratello di Ismāʿīl, Mūsā al-Kāẓim, mentre i settimani e gli Ismailiti credevano alla successione di Ismāʿīl e, dopo di lui, del figlio di questi, Muḥammad b. Ismāʿīl.
6. Ismāʿīl (إسماعيل إبن جعفر), figlio di Jaʿfar e suo erede designato, premorto tuttavia al padre nel 755, ma ritenuto "occultato agli occhi del mondo" (ghayba) dai settimani e Ismailiti.
7. Muḥammad (محمد إبن إسماعيل), figlio di Ismāʿīl, morto sotto il califfato di Hārūn al-Rashīd (786-809) 
Il gruppo che credeva che Muḥammad b. Ismāʿīl fosse il Mahdi che era entrato in occultamento e che sarebbe tornato ancora sulla Terra un giorno non precisato, prese a essere definito dei "settimani"
Un gruppo di settimani portò la sua dottrina dalle sue basi in Siria, attraverso l'opera di "missionari/propagandisti" Dāʿiyyūn ("Che chiamano all'Islām"). Nell'899 il quarto Dāʿī annunciò di essere egli stesso l'"Imam del Tempo", in quanto quarto discendente diretto di Muḥammad b. Ismāʿīl. Ciò causò una nuova scissione tra i suoi seguaci settimani che accettavano la sua pretesa e quei settimani che la contrastavano e che seguitavano a credere che Muḥammad b. Ismāʿīl fosse sempre in ghayba.

ʿUbayd Allāh al-Mahdī bi-llāh divenne infine il primo Imam/Califfo fatimide. Il gruppo separato che lo sosteneva divenne noto come Fatimidi del Maghreb e poi dell'Egitto e fu per questo che i Carmati, gli originali settimani, si opposero sempre strenuamente ai Fatimidi.

## Fatimidi
Secondo la tradizione fatimide (e quindi ismailita), l'Imamato fu assunto da:
8. Aḥmad ʿAbd Allāh al-Wāfī (Aḥmad ʿAbd Allāh ibn Muḥammad ibn Ismāʿīl, detto al-Wāfī Arabo الوافي أحمد عبد الله بن محمد). Morì nell'829.

1° Dāʿī secondo la stessa tradizione ismailita, figlio di Muḥammad ibn Ismāʿīl.

9. Muḥammad al-Taqī (Muḥammad Aḥmad ibn ʿAbd Allāh ibn Muḥammad, detto al-Taqī, Arabo التقي محمد أحمد بن عبد الله). Morì nell'840. Figlio di Aḥmad ʿAbd Allāh ibn Muḥammad.

2° Dāʿī ismailita secondo la tradizione ismailita.
10. ʿAbd Allāh al-Raḍī/al-Zakī (ʿAbd Allāh al-Ḥusayn ibn Aḥmad ibn ʿAbd Allāh, detto al-Raḍī, Arabo الزكي عبد الله الحسين بن أحمد). Morì nell'881). Figlio di Muḥammad Aḥmad ibn ʿAbd Allāh.

3° Dāʿī ismailita secondo la tradizione ismailita.
11. ʿUbayd Allāh b. al-Ḥusayn, al-Mahdī bi-llāh (Arabo عبيد الله بن الحسين المهدي). Morì nel 934. Figlio di ʿAbd Allāh al-Ḥusayn ibn Aḥmad.

4° Dāʿī ismailita secondo la tradizione ismailita prima di proclamarsi apertamente Imām nel 910.

1º Imām/Califfo fatimide.
12. Muḥammad al-Qāʾim bi-amr Allāh (Arabo ﻣﺤﻤﺪ القائم بأمر الله, leader degli ismailiti).

2º Imām/Califfo fatimide. Morì nel 946.
13. Ismāʿīl b. Muḥammad al-Manṣūr 
(Ismāʿīl b. Muḥammad b. ʿUbayd Allāh, detto al-Manṣūr bi-llāh, Arabo إسماعيل بن محمد بن عبيد الله المنصور بالله).

3º Imām/Califfo fatimide. Morì nel 953
14. al-Muʿizz li-dīn Allāh (Abū Tamīm Maʿadd al-Muʿizz li-dīn Allāh, Arabo ﺍﺑﻮ ﺗﻤﻴﻢ معدّ المعز لدين الله). 

4º Imām/Califfo fatimide. Morì nel 975
15. Abū Manṣūr Nizār al-ʿAzīz bi-llāh (Arabo أبو منصور نزار العزيز بالله).

5º Imām/Califfo fatimide. Morì nel 996
16. Abū ʿAlī al-Manṣūr, detto al-Ḥākim bi-amr Allāh (Arabo الحاكم بأمر الله).

6º Califfo fatimide. Scomparve nel 1021.
I Drusi credono nella divinità di tutti gli Imām e rifiutano che al-Ḥākim sia scomparso, ritenendo che egli sia in ghayba (occultamento) in attesa di manifestarsi come Mahdi.
17. al-Ẓāhir li-iʿzāz al-din Allāh (Abū l-Ḥasan ʿAlī b. al-Ḥākim, Arabo أبو الحسن علي ابن الحاكم). Figlio di al-Ḥākim.
7º Imām/Califfo fatimide. Morì nel 1036.
18. Abū Tamīm Maʿadd al-Mustanṣir bi-llāh (Arabo أبو تميم معد بن الظاهر, المستنصر بالله), figlio di ʿAlī al-Ẓāhir.

8º Imām/Califfo fatimide. Morì nel 1094.
Dopo la sua morte, vi furono insuperabili contrasti circa la sua successione. Il Reggente al-Malik al-Afḍal Shāhanshāh elevò al trono il più giovane figlio di al-Mustanṣir, al-Mustaʿlī. A ciò si oppose il figlio primogenito del defunto Imām/Califfo, al-Niẓār, che fu però sconfitto dal fratello e morì in carcere. Da ciò derivò comunque una scissione nel movimento fatimide, che perdura fini ai nostri giorni, tra Nizariti e Mustaʿliani.

## Musta'liani
I Musta'liani riconoscono come loro Imām:
19. Abū l-Qāsim Aḥmad "al-Mustaʿlī bi-llāh", (Arabo أبو القاسم "المستعلي بالله" أحمد بن المستنصر), figlio di al-Mustanṣir bi-llāh.

9º Imām/Califfo fatimide. Morì nel 1101.
20. al-Āmir bi-aḥkām Allāh (Abū ʿAlī Manṣūr ibn Aḥmad, in Arabo أبو علي منصور بن أحمد, الآمر بأحكام الله), figlio di al-Mustaʿlī.

10º Imām/Califfo fatimide. Morì nel 1130.
I musulmani Hafizi pretendono che al-Āmir sia morto senza eredi e che gli sia succeduto come Imām/Califfo suo cugino al-Ḥāfiẓ.  I Mustaʿlī si divisero in Hafizi, che accettarono al-Ḥāfiẓ come nuovo Imām, e in Tayyibi, che credevano che il figlio di al-Āmir, al-Ṭayyib. fosse il legittimo Imām, entrato in ghayba:

### Tayyibi
I Tayyibi (Arabo  الطَّيِّبيَّة, al-Ṭayyibiyya) riconoscono come loro Imām:
21. Abū al-Qāsim Ṭayyib b. Manṣūr (in Arabo ﺍﺑﻮ ﺍﻟﻘﺎﺳﻢ طيب ﺑﻦ ﻣﻨﺼﻮﺭ), di appena 4 anni.
La branca Tayyibi sopravvive fino ai nostri giorni, guidata da un Dāʿī al-Muṭlaq in veste di vice-Reggente dell'Imam in ghayba.  I Tayyibi si sono suddivisi in numerose sotto-branche, in dissenso su quale Dāʿī sia da considerare legittimo vice-Reggente.  La più ampia sotto-branca è quella dei Dawudi Bohora, ma vi sono anche Sulaymani Bohora e Alavi Bohora.

### Hafizi
Gli Hafizi riconoscono come loro Imām:
21. Abū l-Maymūn ʿAbd al-Majīd al-Ḥāfiẓ li-dīn Allāh, figlio di Muḥammad, un altro figlio di al-Mustanṣir bi-llāh.
11º Imām/Califfo fatimide. Morto nel 1149.
22. Abū Muḥammad (o Abū Manṣūr) Ismāʿīl al-Ẓāfir bi-ada Allāh/li-din-Allāh, figlio di al-Ḥāfiẓ.
12º Imām/Califfo fatimide. Morto nel 1154.
23. Abū l-Qāsim ʿĪsā al-Fāʾiz bi-naṣr Allāh, figlio di al-Ẓāfir bi-ada Allāh/li-din-Allāh.
13º Imām/Califfo fatimide. Morto nel 1160.
24. Abū Muḥammad ʿAbd Allāh al-ʿĀḍid li-dīn Allāh, figlio di Yūsuf ibn al-Ḥāfiẓ.
14º Imām/Califfo fatimide. Morto nel 1171.
La dinastia Fatimide finì con la morte di al-ʿĀḍid.

## Nizariti
I Nizariti riconoscono come loro Imām:
19. Nizār ibn al-Mustanṣir bi-llāh (in Arabo نزار ابن المستنصر بالله , figlio di Abū Tamīm Ma'add al-Mustanṣir bi-llāh). Morto nel 1095.
20. al-Hādī ibn Nizār (in Arabo "ﺍﻟﻬﺎﺩﻱ ﺍﺑﻦ ﻧﺰﺍﺭ, "ﺍﻟﻤﺴﺘﻮﺭ , detto al-Mastūr, "il Nascosto")
21. al-Muhtadī (in Arabo  المهتدي)

In ghayba
22. al-Qāhir (in Arabo القاهر)

In ghayba
23. Ḥasan II ʿalā dhikrihi l-salām (in Arabo حسن على ذكره السلام).

Quarto signore di Alamūt, si proclamò Imām nel 1164 e morì nel 1166
24. Nūr al-Dīn Muḥammad II (in Arabo نور الدين محمد) o Aʿlā Muḥammad (Arabo على محمد).

Regnò ad Alamut. Morto nel 1210
25. Jalāl al-dīn Ḥasan III (in Arabo جلال الدين حسن).

Regnò ad Alamut. Morto nel 1221
26. ʿAlāʾ al-dīn Muḥammad III (in Arabo على الدين محمد)

Regnò ad Alamut. Morto nel 1255
27. Rukn al-dīn Khurshāh (in Arabo ركن الدين خرشاه ). Ultimo Signore di Alamut.

Morto nel 1257, per mano dei Mongoli di Hulagu Khan)
28. Shams al-dīn Muḥammad (in Arabo شمس الدين محمد )

In ghayba. Morto nel 1310)
29. Qāsim Shāh (in Arabo قاسم شاه)

In ghayba
30. Islām Shāh (in Arabo اسلام شاه)

In ghayba. S'insediò ad Anjudan
31. Muḥammad b. Islām Shāh (in Arabo محمد ابن اسلام شاه )

In ghayba. Morto verso il 1463
32. al-Mustanṣir bi-llāh II (Shāh Qalandar) (in Arabo  المستنصر بالله)

Istituì l'Imamato ad Anjudan, ricorrendo alla pratica della taqiyya (dissimulazione). Morto nel 1498
33. ʿAbd al-Salām Shāh (in Arabo عبد السلام شاه):
Visse ad Anjudan
34. Gharīb Mīrzā (in Arabo  غريب ميرزا)

Visse ad Anjudan
35. Abū Dharr ʿAlī (in Arabo  ابو ذر علي ) o Nūr al-Dīn (in Arabo  نور الدين)

Visse ad Anjudan
36. Murād Mīrzā (in Arabo  مراد ميرزا )

Giustiziato nel 1574 da Shah Tahmasp d'Iran
37. Dhū l-Fiqār ʿAlī (in Arabo  ذو الفقار علي) o Khalīl Allāh I (in Arabo  خليل الله )

Visse ad Anjudan. Morto nel 1634
38. Nūr al-dīn ʿAlī (in Arabo نور الدين علي )

Visse ad Anjudan. Morto nel 1671
39. Khalīl Allāh II ʿAlī (in Arabo خليل الله علي )

Ultimo Imām di Anjudan. Morto nel 1680
40. Nizār (in Arabo نظار )

Istituì l'imamato a Kahak (Qom). Morto nel 1722
41. al-Sayyid ʿAlī (in Arabo السيد علي)

A Kahak
42. Ḥasan ʿAlī (in Arabo حسن علي)

Istituì l'imamato a Shahr-e Babak (Provincia di Kerman). Primo Imām ad abbandonare la pratica delle taqiyya
43. Qāsim ʿAlī (in Arabo قاسم علي)

A Kerman
44. Abū l-Ḥasan ʿAlī ibn Qāsim ʿAlī (in Arabo ابو الحسن علي)

Nominato governatore provinciale di Kerman. Morto nel 1792
45. Shāh Khalīl Allāh III (in Arabo  شاه خليل الله )

A Kahak, poi dal 1815 a Yazd. Assassinato nel 1817
46. Ḥasan ʿAlī Shāh Āgā Khān I (in Arabo  حسن علي شاه اغا خان ) o Shāh Ḥassn ʻAlī شاه حسن علي (born 1804, died 1881; reigned 1817 to 1881)
47. Āqā ʿAlī Shāh Āgā Khān II (in Arabo   اقا علي شاه اغا خان o Shāh ʿAlī Shāh شاه علي شاه , 1830-1885)

Regnò dal 1881 al 1885
48. Sulṭān Muḥammad Shāh Āgā Khān III (in Arabo  سلطان محمد شاه اغا خان , 1877-1957)

Regnò dal 1885 al 1957
49. Imām Shāh Karīm al-Ḥusaynī Āgā Khān IV (in Arabo  شاه كريم الحسيني اغا خان , 1936-- )

Regna dal 1957